# Nino (fotbollsspelare)
Marcilio Florencio "Nino" Mota Filho, född 10 april 1997 i Recife, är en brasiliansk fotbollsspelare.
Han blev olympisk guldmedaljör i fotboll vid sommarspelen 2020 i Tokyo.